# Moedas Cirenaicas do Corvo (Açores)
Designam-se como Moedas Cirenaicas do Corvo, na historiografia açoriana, o conjunto de moedas antigas que terão sido encontradas  em 1749, na sequência de uma forte tempestade que revolveu os sedimentos depositados junto à costa da ilha do Corvo, nos Açores. Essas moedas foram identificadas por especialistas da época (e mais tarde reconfirmadas) como sendo de origem cartaginesa e cirenaica e datadas dos anos 300 a 320 a.C.. Embora o assunto tenha merecido escassa atenção nos Açores, pelo menos nos tempos mais recentes, continua a suscitar interesse entre os especialistas, dadas as implicações de tal achado para a história das navegações no Atlântico. Para além das moedas, no Corvo terá sido encontrada uma misteriosa estátua equestre, que se perdeu sem rasto quando, por ordem real, foi quebrada e levada para Lisboa.

## O artigo de Johann Frans Podolyn
A primeira publicação de carácter científico referindo estas moedas deve-se a Johann Frans Podolyn, um numismata sueco que publicou no "Göteborgske Wetenskap og Witterhets Samlingar (1778, vol. I, p. 106) uma notícia intitulada "Algumas anotações sobre as viagens dos antigos, derivadas de várias moedas cartaginesas e cirenaicas que foram encontradas em 1749 numa das ilhas dos Açores" (em tradução inglesa: "Some Annotations to the Voyages of the Ancient, Derived from Several Carthaginian and Cyrenian Coins Which Were Found on One of the Azores' Islands"):
No mês de Novembro de 1749, após alguns dias de ventos tempestuosos de Oeste que puseram a descoberto parte dos alicerces de um edifício em ruínas na costa da ilha do Corvo, apareceu uma vasilha de barro negro, quebrada, que continha um grande número de moedas, as quais, juntamente com a vasilha, foram levadas a um convento, onde as moedas foram repartidas por pessoas curiosas residentes na ilha. Algumas dessas moedas foram enviadas para Lisboa e dali mais tarde remetidas ao Padre Flórez, em Madrid. O número de moedas contidas na vasilha não se conhece e nem quantas foram mandadas de Lisboa, mas a Madrid chegaram 9 moedas. … O Padre Flórez fez-me presente destas moedas quando estive em Madrid em 1761, e disse-me que no todo do achado havia apenas moedas destas 9 variedades.
Parte das moedas foi enviada para Lisboa e daí ao padre Enrique Flórez de Setién y Huidobro (*1701 – †1773), da Ordem de Santo Agostinho, em Madrid. O padre Flórez foi um conhecido historiador e numismata espanhol, à época o mais conhecido numismata ibérico.
Desconhece-se o número de moedas existente no vaso e quantas foram enviadas para Lisboa. O Padre Flórez recebeu nove moedas, depois por ele descritas e estudadas. Elas eram duas moedas cartaginesas de ouro, cinco moedas, também cartaginesas, de cobre e duas moedas cirenaicas, também de cobre. O padre Flórez cedeu as moedas a Podolyn quando este visitou Madrid em 1761, dizendo-lhe que as moedas "representavam todos os tipos encontrados no Corvo" e que eram as mais bem preservadas da colecção.
Na notícia publicada, acompanhada por imagem das moedas, Podolyn afirma que as mesmas, com excepção das de ouro, não são raras, sendo apenas notável o sítio onde foram encontradas, já que não se conhece notícia da presença de cartagineses nos Açores, embora seja possível ligar essa presença à famosa estátua equestre e à inscrição que teriam sido encontradas no Corvo à época do povoamento.
Recentemente foi encontrada na ilha uma moeda seiscentista oriunda do império Mogul da Índia, testemunho dos tempos em que a ilha do Corvo era local quase obrigatório de passagem na viagem de regresso das Índias.[carece de fontes?]

## Estudos posteriores
A partir da notícia de Podolyn e dos desenhos publicados, diversos estudiosos se têm pronunciado sobre o achado e as suas consequências para a história da navegação no Atlântico.
Quanto à autenticidade das 9 moedas encontradas no Corvo, o geógrafo alemão Alexander von Humboldt afirma não haver disso a menor dúvida, visto que os seus desenhos foram comparados com as moedas conservadas no gabinete do príncipe real da Dinamarca. As gravuras dessas moedas foram publicadas, primeiramente, na revista sueca Memórias da Sociedade de Gotemburgo, e, no século XX, reproduzidas na Açoriana, em 1946, e no Boletim do Instituto Histórico da Ilha Terceira, em 1947.
Atingiram notoriedade os estudos de Stechow-Münich, de Richard Hennig e de Jenkins e Lewis (Numisma, 1962). Deles se conclui pelo elevado grau de probalidade do achado das moedas ser genuíno, já que à época não existiam conhecimentos que permitissem seleccionar um grupo de moedas oriundas de um período tão curto (aprox. 340 a 320 .a C.). Resta saber se estas opiniões são finais e encontrar confirmação plena do percurso feito pelas moedas entre o Corvo e Gotemburgo, na Suécia.